# Damer
Pour l’article homonyme, voir Germaine Damar.
Pour les articles ayant des titres homophones, voir Damart et Dammar.
Damer ou Damar,, en indonésien Pulau Damer et Pulau Damar, est une île d'Indonésie de la mer de Banda faisant partie des îles Barat Daya. 
Administrativement, Damer appartient à la province des Moluques et plus localement, au kabupaten des Moluques du Sud-Ouest. 
L'île est reconnue zone importante pour la conservation des oiseaux.